# Germa (Libija)
Germa (u antici poznata kao Garama) je arheološko nalazište u Libiji koji sadrži ruševine iz doba Garamanta.
Garamanti su živjeli u Fezzanu u istočnoj Sahari, podrijetlom iz područja Tibesti. Ta je civilizacija svoj vrhunac imala u 2. i 3. stoljeću, kada se kao berbersko kraljevstvo odupiralo rimskoj hegemoniji.
Arhaeološka ispitivanja u Germi je nedavno izveo prof. David Mattingly's na čelu Projekta Fazzan, nastavljajući radove Charlesa Danielsa i Mohammeda Ayouba. 
Propast grada pripisuje se prekomjernoj potrošnji vode.

## Vanjske poveznice
- Germa  Arhivirana inačica izvorne stranice od 18. veljače 2021. (Wayback Machine)
- Toby Savage, fotograf
- Fezzan